# Halticoptera imphalensis
Halticoptera imphalensis is een vliesvleugelig insect uit de familie Pteromalidae. De wetenschappelijke naam is voor het eerst geldig gepubliceerd in 1986 door Chishti & Shafee.